# Liberal-Demokratische Partei (Belarus)
Die Liberal-Demokratische Partei (LDP, belarussisch Лібэральна-дэмакратычная партыя, russisch Либерально-демократическая партия) ist eine belarussische rechtsextreme Partei, welche der Regierung von Aljaksandr Lukaschenka nahesteht. Sie wird als antisemitisch und fremdenfeindlich eingestuft.

## Geschichte
Die Liberal-Demokratische Partei wurde 1994 als Nachfolger der Liberal-Demokratischen Partei der Sowjetunion, aus welcher auch die gleichnamige russische Partei entstanden ist, gegründet. Bei den Parlamentswahlen 2004 gewann die LDP einen Sitz im Parlament. Bei der Präsidentschaftswahl 2006 bekam der Kandidat der Partei Sjarhej Hajdukewitsch nur 3,5 % der Stimmen. Bei der Parlamentswahl 2008 und 2012 gewann die LDP kein einziges Parlamentsmandat, konnte aber 2016 einen Sitz gewinnen.
Während der Präsidentschaftswahl in Belarus 2020 unterstützte Parteivorsitzender Hajdukewitsch die Kandidatur des Machthabers Aljaksandr Lukaschenka.

## Ideologie
Trotz ihres Namens gilt die Partei als extremistisch und hat keinerlei demokratische Strukturen. Sie befürwortet eine Vereinigung der Staaten Belarus und Russland bis hin zu einer völligen Wiederbelebung der Sowjetunion. Die LDP besitzt ein fremdenfeindliches Profil und richtet sich daher gegen Einwanderer, wie beispielsweise Tschetschenen.

## Wahlergebnisse
| Wahl                           | %     | Mandate |
| ------------------------------ | ----- | ------- |
| Parlamentswahl in Belarus 1995 | —     | —       |
| Parlamentswahl in Belarus 2000 | 1,0 % | 1       |
| Parlamentswahl in Belarus 2004 | 0,9 % | 1       |
| Parlamentswahl in Belarus 2008 | —     | —       |
| Parlamentswahl in Belarus 2012 | —     | —       |
| Parlamentswahl in Belarus 2016 | 4,2 % | 1       |
| Parlamentswahl in Belarus 2019 | 5,4 % | 1       |